# Devarshola
Devarshola é uma panchayat (vila) no distrito de The Nilgiris , no estado indiano de Tamil Nadu.

## Demografia
Segundo o censo de 2001,  Devarshola  tinha uma população de 23,085 habitantes. Os indivíduos do sexo masculino constituem 50% da população e os do sexo feminino 50%. Devarshola tem uma taxa de literacia de 68%, superior à média nacional de 59.5%: a literacia no sexo masculino é de 75% e no sexo feminino é de 62%. Em Devarshola, 13% da população está abaixo dos 6 anos de idade.